# Alte Schule (Hamburg-Lurup)

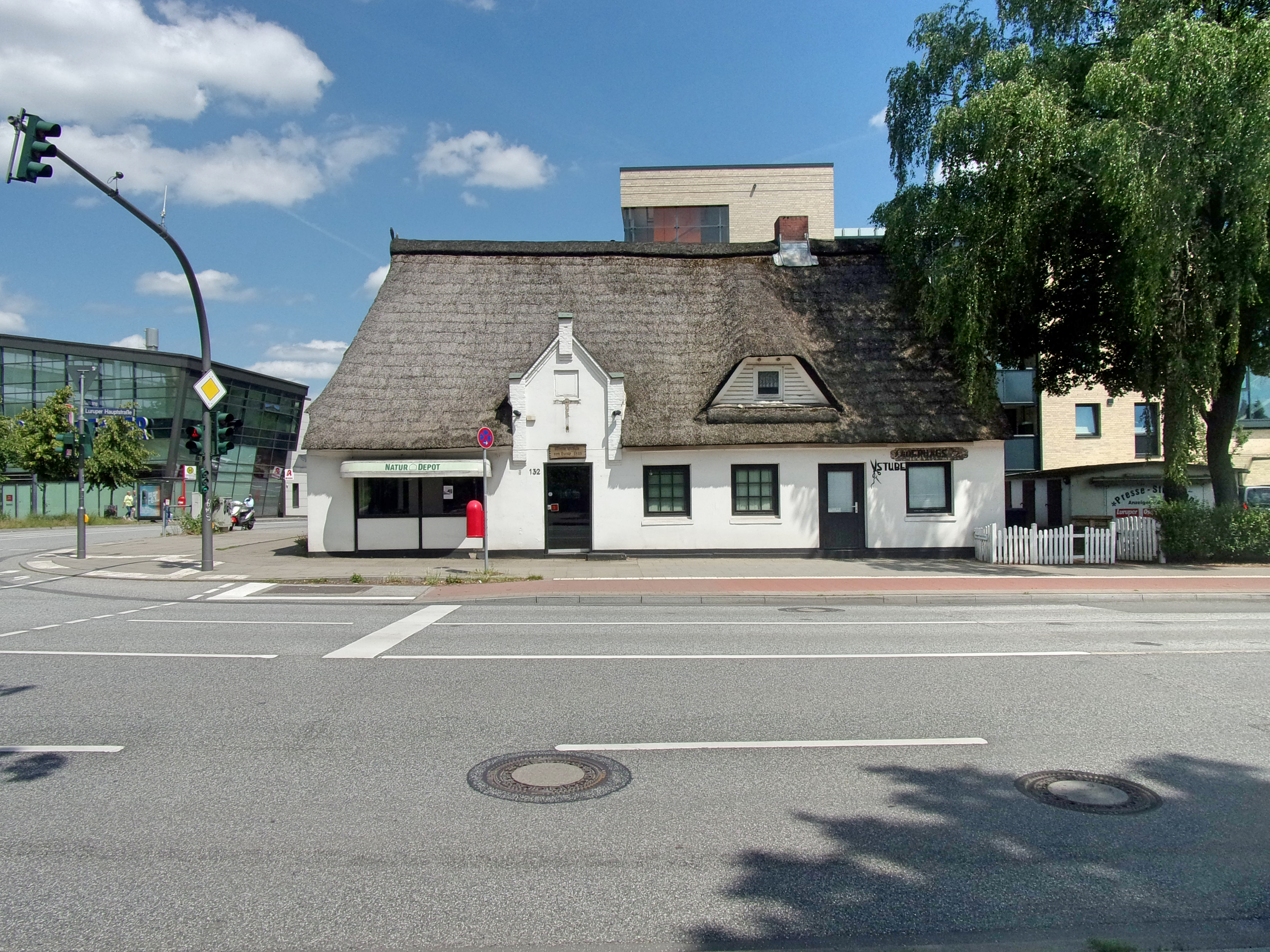
Die Alte Schule oder Schulkate in Hamburg-Lurup im Jahr 2013

Die Alte Schule, Schulkate oder auch Dorfschule Lurup in Hamburg-Lurup ist ein denkmalgeschütztes ehemaliges Schulgebäude, das als ältestes und historisch wohl bedeutendstes Bauwerk in dem Hamburger Stadtteil gilt. Die Alte Schule ist an der Luruper Hauptstraße 132, Ecke Lüttkamp und somit direkt am zentralen Platz des Stadtteils, dem Eckhoffplatz, gelegen.

## Geschichte
Die reetdachgedeckte Kate wurde im Jahr 1822 erbaut. Bis Ende der 1920er-Jahre wurde sie als Schule genutzt. Aufgrund der teilweisen Neubebauung des benachbarten Hermes-Geländes war sie in den 2010er-Jahren vom Abriss bedroht. Nachdem viele Jahre ein Optiker-Geschäft und weitere Betriebe wie ein Friseur dort ansässig waren, steht die Kate seit einigen Jahren leer. Zu ihrem Erhalt hat sich eine Initiative gegründet, „Rettet die Alte Schule Lurup“. Im Jahr 2023 hat der neue Eigentümer offenbar Sanierungsmaßnahmen eingeleitet. Diskutiert wird, ob die Alte Schule dann etwa als Unterrichtsraum für die gegenüberliegende Grundschule Luruper Hauptstraße genutzt werden kann.